# Митрофан Греков
Митрофан Илич Греков (на руски: Митрофан Ильич Греков) е руски офицер, генерал от кавалерията. Участник в Руско-турската война (1877 – 1878).

## Биография
Митрофан Греков е роден на 11 май 1842 г. в Област на Донската войска в семейството на потомствен казашки дворянин. Ориентира се към военното поприще. Завършва школа за гвардейски подпрапоршчици и кавалер-юнкери. Действителна военна служба започва със звание корнет в Лейбгвардейския казашки полк (1862). С полка участва в потушаването на Полското въстание (1863 – 1864). Повишен е във военно звание подполковник (1868). Излиза в оставка през 1870 г.
Завръща се в армията за да участва в Руско-турската война (1877 – 1878). Назначен е в състава на 30-и Донски казашки полк, придаден към Предния руски отряд с командир генерал-лейтенант Йосиф Гурко. Участва в овладяването на Шипченския проход на 5 – 7 юли 1877 г.
Включен е в състава на Сборния отряд с командир генерал-майор Александър Имеретински като командир на гвардейска полурота на Почетния на Негово Величество конвой. Проявява се при превземането на Ловеч на 22 август 1877 г. и атаката на Зелените хълмове при Плевен.
Назначен е за командир на 30-и Донски казашки полк с повишение във военно звание полковник (1877). В състава на Троянския отряд с командир генерал-майор Павел Карцов се отличава с овладяването на Орлово гнездо при преминаването на Троянския проход, освобождаването на Пловдив, битката при Канджикляр, борбата за Родопите и превземането на Гюмюрджина. Награден е със златно оръжие „За храброст“ и Орден „Свети Георги“ IV ст. Неговия 30-и Донски казашки полк е награден с щандарт „За Шипка, Ловеч, двукратно преминаване на Балкана и превземане на 50 оръдия при Канджикляр през 1877 и 1878 години“.
Служи последователно като командир на Лейбгвардейския атамански полк (1886), 2-ра бригада от 1-ва гвардейска казашка дивизия (1893), 1-ва донска казашка дивизия (1893 – 1898). Повишен е във военно звание генерал-майор (1888).
Участва в Руско-японската война (1904 – 1905) като командир на I бригада от Забайкалската казашка дивизия. Награден е с орден „Свети Владимир“ II ст. (1905). Повишен е във военно звание генерал-лейтенант (1905) и генерал от кавалерията (1914).
Автор е на военноисторически трудове. Сред тях са спомените „По долините и планините на България“. Описва личното си участие и впечатления от войната.
Умира през 1915 г. в Санкт Петербург
Родство: синове – генерал-майор Александър Митрофанович Греков и полковник Константин Митрофанович Греков.